# Kees van Lienden
Cornelis Johannes (Kees) van Lienden (Utrecht, 20 augustus 1897 – Eindhoven, 19 januari 1971) was een Nederlands sociaaldemocratisch politicus en bestuurder.
Van Lienden was vanaf 1915 actief lid van de Nederlands Verbond van Vakverenigingen (NVV) en later ook van de Sociaal-Democratische Arbeiderspartij (SDAP), waarvoor hij van 1937 tot 1946 lid was van de Tweede Kamer.
In alle vertegenwoordigende organen hield hij zich vooral bezig met volkshuisvesting en gezondheidszorg. Hij stichtte in 1929 het Algemeen Ziekenfonds Eindhoven en Omgeving (ZAEO) en in 1930 de coöperatieve woningbouwvereniging Beter Wonen. Na de Tweede Wereldoorlog was van Lienden enige tijd voorzitter van de NVV in het zuiden en raakte hij betrokken bij de oprichting van de Partij van de Arbeid (PvdA).
Voor de PvdA was hij van 1946 tot 1962 opnieuw lid van de Tweede Kamer. Voor de PvdA was hij lid van de gemeenteraad in Eindhoven en gedurende een jaar was hij daar wethouder voor gemeentebedrijven. Ook was hij lid van de Provinciale Staten van Noord-Brabant en vanaf 1962 lid van het College van Gedeputeerde Staten.
Van 1936 tot 1966 was Van Lienden voorzitter van de Centrale Bond van Ziekenfondsen (CBZ). In 1951 werd de naam veranderd in Centrale Bond van Onderling Beheerde Ziekenfondsen (CBOZ).
- Biografisch Portaal: 48402486
- Parlement.com: vg09ll2v15tn